# یوجین (میزوری)
یوجین (به انگلیسی: Eugene) یک منطقهٔ مسکونی در ایالات متحده آمریکا است که در شهرستان کول، میزوری واقع شده‌است. یوجین ۱۳۵ کیلومتر مربع مساحت و ۱٬۷۹۲ نفر جمعیت دارد و ۲۴۹٫۹۴ متر بالاتر از سطح دریا واقع شده‌است.